# Florin Gardoș
Florin Gardoș (* 29. Oktober 1988 in Satu Mare, Kreis Satu Mare) ist ein ehemaliger rumänischer Fußballspieler, der als Innenverteidiger spielte.

## Karriere

### Verein
Gardoș begann im Alter von neun Jahren in seiner Heimatstadt Satu Mare mit dem Fußballspielen. Nach seiner Jugendzeit – unter anderem bei Olimpia Satu Mare – verschlug es ihn im Jahr 2008 zu CS Concordia Chiajna in die Liga II. Nach zwei Spielzeiten wechselte er im Sommer 2010 zu Steaua Bukarest in die Liga 1. Bei Steaua wurde er zum Stammspieler und stieg in den Kader der rumänischen Nationalmannschaft auf. Mit dem 2:1-Erfolg im Pokalfinale 2011 gegen Dinamo Bukarest gewann er seinen ersten Titel. Diesem folgte zwei Jahre später die Meisterschaft 2013. Diesen Erfolg konnte er ein Jahr später wiederholen.
Zu Saisonbeginn 2014/15 wurde er für geschätzte sechs Millionen Pfund an den FC Southampton transferiert. Bei den „Saints“ hatte er zunächst einige Eingewöhnungsschwierigkeiten in Bezug auf den Rhythmus in der Premier League und dazu große Konkurrenz auf der Position des Innenverteidigers. Erst am Zweiten Weihnachtstag 2014 stand er erstmals in einem Ligaspiel in der Startelf, aber fortan erhielt er mehr Bewährungschancen – gleichsam begünstigt durch die Abwesenheit von Maya Yoshida bei der Asienmeisterschaft.

### Nationalmannschaft
Im November 2010 berief Nationaltrainer Răzvan Lucescu Gardoș in sein Aufgebot für das Freundschaftsspiel gegen Italien, setzte ihn aber nicht ein. Am 8. Februar 2011 kam er gegen die Ukraine bei einem Turnier auf Zypern zu seinem ersten Länderspiel. Bis August 2011 war er Stammspieler, ehe er in der Folge unter Lucescus Nachfolger Victor Pițurcă zunächst nur selten berücksichtigt wurde.

## Erfolge
- Rumänischer Meister: 2013, 2014
- Rumänischer Pokalsieger: 2011
- Rumänischer Superpokalsieger: 2013